# Edmund Gussmann
Edmund Gussmann (ur. 27 stycznia 1945 w Lubichowie, zm. 2 września 2010 w Gdyni) – polski językoznawca, fonolog, anglista, islandysta, celtolog.
Ukończył filologię angielską na Uniwersytecie Warszawskim w 1968 roku. W latach 1968–1970 studiował też język islandzki i językoznawstwo germańskie na uniwersytecie w Reykjavíku. W 1970 związał się z Uniwersytetem Marii Curie-Skłodowskiej w Lublinie, gdzie w roku 1973 obronił doktorat i habilitował się w 1978. W latach 1979–1980 pełnił funkcję Dyrektora Instytutu Anglistyki UMCS. W roku 1981 uzyskał stopień docenta i został dyrektorem Instytutu Filologii Angielskiej na Katolickim Uniwersytecie Lubelskim. W roku 1985 został profesorem nadzwyczajnym, a w 1992 – profesorem zwyczajnym.
W roku 1989 założył przy Instytucie Filologii Angielskiej KUL pierwszą w Europie Wschodniej Katedrę Filologii Celtyckiej, której został kierownikiem. W latach 1999–2003 wykładał w Instytucie Anglistyki Uniwersytetu Gdańskiego, natomiast od roku 2000 do 2010 był wykładowcą oraz kierownikiem Zakładu Islandystyki w Katedrze Skandynawistyki Uniwersytetu Adama Mickiewicza w Poznaniu. W październiku 2010 roku miał rozpocząć pracę w Katedrze Filologii Angielskiej Uniwersytetu Szczecińskiego.
W roku akademickim 1975/1976 przebywał na stypendium Fulbrighta w MIT, w roku 1984/1985 był profesorem wizytującym w University College w Dublinie, w roku 1988-89 na stypendium Fulbrighta na Uniwersytecie Kalifornijskim w Los Angeles, a w roku 1993 na Uniwersytecie Londyńskim.
Był członkiem Komitetu Językoznawstwa PAN. W latach 1997–2000 pełnił funkcję wiceprzewodniczącego zarządu Stowarzyszenia Nauczycieli Akademickich Filologii Angielskiej.
Edmund Gussmann był jednym z pionierów fonologii generatywnej w Polsce. W ostatnich latach jego praca naukowa z fonologii ujęta była w ramy teorii fonologii rządu. Języki, którym poświęcone są jego publikacje to głównie angielski, polski, islandzki oraz irlandzki. Był jednym z niewielu polskich anglistów, którzy mieli w swoim dorobku publikacje w tak prestiżowych wydawnictwach jak MIT Press, Cambridge University Press czy Oxford University Press.
Jest autorem (lub redaktorem – 1985, 1987, 1995) następujących książek:
1978 – Contrastive Polish-English Consonantal Phonology (Wyd. PWN)

1980 – Studies in Abstract Phonology (Wyd. MIT Press)

1980 – Introduction to Phonological Analysis (Wyd. PWN)

1985 (Red.) – Phono-morphology : Studies in the Interaction of Phonology and Morphology (Wyd. RW KUL)

1987 (Red.) – Rules and the Lexicon : Studies in Word-formation (Wyd. RW KUL)

1991 (z Aidanem Doyle’em) – An Ghaeilge : podręcznik do nauki języka irlandzkiego (Wyd. RW KUL)

1995 (Red.) – Licensing in Syntax and Phonology (Wyd. Folium)

2002 – Phonology: analysis and theory (Wyd. Cambridge University Press)

2004 (z Aidanem Doyle’em) – A Reverse Dictionary of Modern Irish (Wyd. Folium)

2006 – Icelandic and Universal Phonology (Wyd. Bruno-Kress-Vorlesung 2005)

2007 – The Phonology of Polish (Wyd. Oxford University Press)
Przetłumaczył na język polski książkę Stephena Andersona The Organization of Phonology (oryg. 1974, polskie wydanie: Wprowadzenie do fonologii, 1982, Ossolineum) oraz islandzką powieść Guðmundura Thorsteinssona pt. Sagan af Dimmallimm (polskie wydanie: Księżniczka Dimmallimm, 2007, Reykjavík: Vaka-Helgafell).